# 大有镇 (重庆市)
大有镇，是中华人民共和国重庆市南川区下辖的一个乡镇级行政单位。

## 行政区划
大有镇下辖以下地区：
大一社区、石良村、指拇村、大堡村和水源村。